# 安娜的檔案
安娜的檔案（英語：Anna's Archive）是一家自由、非營利的影子圖書館元搜索引擎，由匿名的檔案員團隊所創（即安娜和/或盜版圖書館鏡像團隊）。2022年11月，他們在得知美國當局查封Z-Library後，決定創立安娜的檔案。
該團隊表示，安娜的檔案轉錄源自开放图书馆的元数据、備份各影子圖書館的資料、提供有關国际标准书号的資訊，但它本身沒有儲存任何侵權作品——只儲存公眾能在其他途徑獲得的元数据。其官方網站寫道，安娜的檔案是個非營利組織，但為了抵消成本而接受捐款。
截至2023年11月1日，安娜的檔案官方網站宣稱它是「世上最大型的開源開放數據圖書館」，收錄了22,052,322本書、97,847,390篇文章、2,451,032本漫畫、673,013本雜誌。

## 概覽
安娜的檔案表示：「資訊渴望自由」，它的成員「十分支持信息自由，認為應盡一切努力保留知识和文化」。其官方網站提到，它的宗旨是「透過聚合數據，編錄世上所有書籍……監測『影子圖書館』收錄所有書籍的進度」。該團隊還說道：「我們站在Z-Library等相關網站的對立面——我們盡可能不會留下任何蹤跡，有很高的作業安全意識」。它的官方網站提到，歡迎人們在現實和各大社交媒體推薦人使用安娜的檔案，並表示「我們的數據和代碼都是開源的，因此可以無限地東山再起」。

## 未來發展
2023年10月，安娜的檔案称已抓取了世界上最大的图书元数据数据库（聯合目錄）WorldCat的數據，去重后共7亿条记录，以助其实现保存世界上所有书籍的目标。2024年1月，安娜的檔案因受到意大利出版商协会的版权投诉，在意大利被封锁。2024年2月，WorldCat的运营方联机计算机图书馆中心起诉安娜的檔案，并同时声明其内部系统未遭受黑客攻击。
2023年11月，安娜的檔案宣布获得一位匿名人士捐赠的750万本共约350TB中文图书资源，资源来自超星网的读秀数据库，该数据库的盗版资源长期在互联网上暗中流传。安娜的檔案发文寻求大型语言模型合作伙伴完成该系列资源的OCR文字提取工作，合作者可获得1年或更久的该资源独家访问权。

## 外部連結
- 官方网站
  -     - about
    - blog
    - software

  -     - reddit
    - subreddit
    - telegram
- PiLiMi team website （页面存档备份，存于）